# 立憲帝政党
立憲帝政党（りっけんていせいとう）は、1882年に結成した明治時代の政党。藩閥政府を支持する代議士グループ「吏党」の淵源である。略称は帝政党。

## 歴史
1882年3月13日、自由党・立憲改進党に対抗し、東京日日新聞社長の福地源一郎、明治日報の丸山作楽、東洋新報の水野寅次郎らによって結成された、政府系政党。政府の保護を得た羽田恭輔が大阪で機関紙「大東日報」を発行、社長となった。
組織が弱いながらも自由民権運動に対抗し、当初は活発に運動を展開していたが、政府が立憲政治下でも政党を否定する超然主義を採り、政府による後援も失い、翌1883年9月24日に解党した。

## 政策・支持基盤
立憲帝政党は、民党の急進主義的な政党内閣論に反対し、政治的には漸進主義を採り守旧的保守主義や急進主義に陥らず、常に秩序を維持しつつ欽定された憲法に従い改進を図ることを綱領とする。天皇主権・欽定憲法の施行・制限選挙・シビリアンコントロール・司法の独立・言論の自由などを党議綱領に掲げた。
旧幕臣系知識人、高級官吏、神官・僧侶などの宗教家、国学者の間に支持者が多く、豪農や名望家層、旧士族、退職官吏などの保守層を基盤としていた。